# Elsbeth Hügline

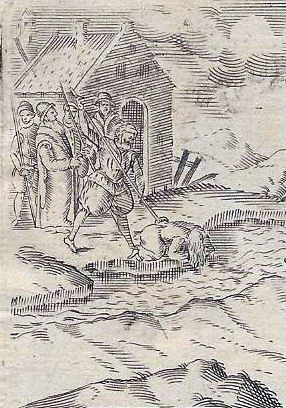
Elsbeth Hügline wird in der Donau ertränkt, Detail des Hubmaierporträts von Christoffel van Sichem, 1606

Elsbeth Hüg(e)line (* um 1480 in Reichenau; † 13. März 1528 in Wien) war eine Protagonistin und Märtyrerin der frühen Täuferbewegung.

## Leben
Elsbeth Hügline war die Tochter eines Müllers auf der Insel Reichenau im Bodensee. Es ist unklar, ob Elsbeth Hügline bereits vor der Ankunft in Waldshut ansässig war oder ob sie erst von der dortigen Reformation angezogen in die Stadt kam. Am 13. Januar 1525 heiratete sie in Waldshut den reformierten Pfarrer der dortigen oberen Kirche, Balthasar Hubmaier. Zusammen mit ihrem Mann bekannte sie sich an Ostern 1525 zur Täuferbewegung und ließ sich mit ihm und 60 weiteren Bürgern der Stadt von Wilhelm Reublin nach der neuen Lehre taufen.
Ende 1525 floh sie mit ihrem Mann vor der  bevorstehenden Einnahme Waldshuts nach Zürich und wurde dort mit ihm auf Betreiben des Zürcher Rates und Zwinglis inhaftiert. Nach dem Widerruf Hubmaiers konnte das Ehepaar im April 1526 Zürich verlassen. Über Konstanz und Augsburg erreichte das Ehepaar Nikolsburg in Mähren, wo sie am Aufbau einer Täufergemeinde mitwirkten.
Nach der Krönung Ferdinand I. am 24. Februar 1527 zum böhmischen König änderte sich die reformations- und täuferfreundliche Situation in Mähren. Im Juli 1527 wurde das Ehepaar auf Anordnung Ferdinands unter der Anschuldigung des Hochverrates verhaftet und auf Burg Kreuzenstein bei Wien verbracht. Nach längeren Verhören und Verfertigung einer Selbstanklage wurde Balthasar Hubmaier am 10. März 1528 beim Stubentor in Wien auf dem Scheiterhaufen verbrannt. Elsbeth Hügline, die bis zur Hinrichtung zu ihrem Mann und ihrem Bekenntnis stand, wurde am 13. März 1528 in Wien mit einem um den Hals gebundenen Mühlstein von der mittleren Brücke in die Donau geworfen und ertränkt.

## Taufsukzession
Die Linie der Taufsukzession geht bei Elsbeth Hügline über Wilhelm Reublin (Januar 1525), Jörg Blaurock (Januar 1525) auf Konrad Grebel (Januar 1525) zurück. Die in Klammern gesetzten Daten bezeichnen das jeweilige Taufdatum. Belege dazu finden sich in den Biographieartikeln der erwähnten Personen.